# Конрад Баварски (1883–1969)
Конрад Луитполд Франц Йозеф Мария Баварски (на немски: Konrad Luitpold Franz Joseph Maria Prinz von Bayern; * 22 ноември 1883, Мюнхен; † 6 септември 1969,Хинтерщайн в Бад Хинделанг) от династията на Вителсбахите, е до 1918 г. принц на Бавария. От 14 декември 1901 до 1918 г. е член на камерата на Райхстага в Бавария. Той е майор в баварската войска.

## Живот
Той е малкият син, четвъртото дете, на генерал принц Леополд Баварски (1846 – 1930) и съпругата му ерцхерцогиня Гизела Австрийска (1856 – 1932), втората дъщеря на император Франц Йосиф I от Австрия (1830 – 1916) и императрица Елизабет Баварска (1837 – 1898). Внук е на Луитполд Баварски (1821 – 1912), принцрегент на Бавария, и съпругата му ерцхерцогиня Августа Фердинанда Австрийска от Австрия-Тоскана (1825 – 1864). Баща му е брат на Лудвиг III († 1921), последният крал на Бавария, и внук на крал Лудвиг I. Конрад е брат на Георг (1880 – 1943), Елизабет (1874 – 1957), омъжена 1893 г. за граф Ото фон Зеефрид (1870 – 1951) и на Августа (1875 – 1964), омъжена 1893 г. за ерцхерцог Йозеф Август Австрийски (1872 – 1962).
Принц Конрад е последният командир на баварския „2. Шверен-Райтер-Регимент“. През Първата световна война той се бие най-вече на Източния фронт. Стациониран е в Ландсхут и е сменен на 6 февруари 1919 г.
Конрад Баварски се жени на 8 януари 1921 г. в дворец д'Аглие, Пиемонт, Италия, за принцеса Бона Маргерита Албертина Витория Савойска-Генуа (* 1 август 1896, дворец д'Аглие, Пиемонт; † 2 февруари 1971, Рим), дъщеря на принц Томас Савойски-Генуа (1854 – 1931), херцог на Генуа, и принцеса Изабела Баварска (1863 – 1924), дъщеря на принц Адалберт Баварски (1828 – 1875).
В края на Втората световна война принц Конрад е арестуван в Хинтерщайн от френската войска. Закаран е в Линдау и е затворен в хотел Байеришер Хоф, между другото с германския крон-принц Вилхелм Пруски и бившия нацистки дипломат Ханс Георг фон Макензен. Съпругата му Бона, която през войната работи като медицинска сестра, остава след това при роднините си в Савоя. На нея е забранено да влиза в Германия, едва през 1947 г. тя се събира отново със семейството си. По-късно принц Конрад е в управлението на производителя на автомобили НСУ Моторенверке.
Конрад Баварски умира на 6 септември 1969 г. на 85 години в Хинтерщайн и е погребан във фамилното гробище на Вителсбахите в манастира в Андекс. През 1977 г. саркофагът му е преместен в княжеската гробница в църквата Свети Михаил (Мюнхен). Неговият син Евгений също е погребан там.
- Леополд Баварски, Гизела Австрийска и техните деца
- Конрад Баварски (1902)
- Бона Маргерита Савойска
- Герб на баварската кралска фамилия

## Деца
Конрад Баварски и Бона имат две деца:
- Амалия Изабела Мария Гизела Маргарета Баварска (* 15 декември 1921, Мюнхен; † 28 март 1985, Милано), омъжена на 25 август 1949 г. в Лугано за граф Умберто Полети Галимберти де Асандри ди Бавиерия (* 21 юни 1921, Милано; † 18 февруари 1995, Милано), имат един син
- Евгений Леополд Аделаида Мария Баварски (* 16 юли 1925, Мюнхен; † 1 януари 1997, Грас, Франция), женен (цив) на 16 ноември 1970 г. в Мюнхен и (рел) на 21 ноември 1970 г. в Инсбрук за графиня/принцеса Хелена (Хела) Мария Анна Франциска фон Кевенхюлер-Меч (* 4 април 1921, Виена; * 25 декември 2017, Бад Хинделанг), вдовица на принц Константин Баварски (1920 – 1969), дъщеря на 8. имперски княз Франц фон Кевенхюлер-Меч (1889 – 1977) и принцеса Анна фон Фюрстенберг (1894 – 1928).[8] Те нямат деца.